# Суперкубок Ісландії з футболу 1974
Суперкубок Ісландії з футболу 1974 — 6-й розіграш турніру. Матчі відбувалися навесні 1974 року між трьома найсильнішими командами Ісландії сезону 1973. Суперкубок Ісландії здобув «Фрам».
| Володар Суперкубка Ісландії 1974 |
| -------------------------------- |
|                                  |
| Фрам Другий титул                |

## Формат
У турнірі взяли участь три найкращі команди Ісландії сезону 1973:
- Чемпіон Ісландії  — «Кеплавік»
- Віце-чемпіон Ісландії — «Валюр»
- Володар Кубка Ісландії — «Фрам»

## Турнірна таблиця
| М  | Команда  | І | В | Н | П | МЗ | МП | РМ | О |
| -- | -------- | - | - | - | - | -- | -- | -- | - |
| 1. | Фрам     | 4 | 2 | 2 | 0 | 8  | 5  | +3 | 6 |
| 2. | Валюр    | 4 | 0 | 4 | 0 | 2  | 2  | 0  | 4 |
| 3. | Кеплавік | 4 | 0 | 2 | 2 | 5  | 8  | −3 | 2 |

## Результати
| Команда  | КЕП | ВАЛ | ФРА |
| -------- | --- | --- | --- |
| Кеплавік |     | 0:0 | 2:4 |
| Валюр    | 1:1 |     | 1:1 |
| Фрам     | 3:2 | 0:0 |     |